# Chimaerotettix
Chimaerotettix är ett släkte av insekter. Chimaerotettix ingår i familjen dvärgstritar.
Kladogram enligt Catalogue of Life:
| Chimaerotettix | \| \| Chimaerotettix ochrescens \| \| \| \| \| \| Chimaerotettix pakitzensis \| \| \| \| |
|                | \| \| Chimaerotettix ochrescens \| \| \| \| \| \| Chimaerotettix pakitzensis \| \| \| \| |
|                | Chimaerotettix ochrescens                                                                |
|                |                                                                                          |
|                | Chimaerotettix pakitzensis                                                               |
|                |                                                                                          |